# Jalal Hassan
Jalal Hassan Hachem (18 de maio de 1991) é um futebolista profissional iraquiano que atua como goleiro.

## Carreira
Jalal Hasan representou a Seleção Iraquiana de Futebol na Copa da Ásia de 2015.